# Marie de Brinon
Pour les articles homonymes, voir Brinon.
Marie de Brinon, dite Madame de Brinon, née en 1631 au château de Corbeilsart et morte le 5 mars 1701, à Maubuisson, est une religieuse, une enseignante, une mystique et une femme de lettres française.
Elle fut la première supérieure nommée à vie de la Maison royale de Saint-Louis, mais fut révoquée à cause de son quiétisme.

## Biographie
Fille d'un président du parlement de Normandie, elle entre chez les religieuses Ursulines et, s'occupant de l'instruction des jeunes filles de Montmorency et de Noisy, devient l'amie de Madame de Maintenon (1680). Elle devient ainsi la première supérieure, nommée à vie le 26 juin 1686, de la Maison royale de Saint-Louis, dont les bâtiments abritent aujourd'hui le lycée militaire de Saint-Cyr.
Elle fut l'amie de Madame Guyon qui la convertit au quiétisme.
En 1687, elle reproche à Madame de Maintenon d'être trop présente dans l'institution et d'empiéter sur son rôle. À la suite de l'écriture d'Esther par Jean Racine, elle s'oppose à la représentation de la pièce, qu'elle soupçonne tout à la gloire de Madame de Maintenon, ce qui donne lieu à une profonde dispute avec celle-ci. Le 10 décembre 1688, bien que supérieure à vie, elle est renvoyée par lettre de cachet et remplacée par la secrétaire de Madame de Maintenon, Madame de Loubert.
Elle se retire alors à l'abbaye de Maubuisson, où elle finit sa vie.
Elle échangeait, sur le sujet de la tolérance dans le contexte philosophique, ses correspondances avec Leibniz ainsi que Jacques-Bénigne Bossuet.

## Œuvre légendaire
Selon la tradition, on lui attribue un cantique en français pour la guérison de Louis XIV en 1686, en tant qu'ancêtre du God save the King :
Grand Dieu, sauvez le Roy !

Grand Dieu, vengez le Roy !

Vive le Roy !

Qu'à jamais glorieux,

Louis victorieux,

Voie ses ennemis

Toujours soumis.

Grand Dieu, sauvez le Roy !

Grand Dieu, vengez le Roy !

Vive le Roy !
De nos jours, l'attribution reste discutée car il n'existe qu'une seule source, l'œuvre de Renée-Caroline-Victoire de Froulay (1714 - † 1803), qui fut tardivement écrite, et dont la fiabilité est discutée. En dépit de vastes enquêtes, le cantique manque de témoignages de son époque. L'attribution à la guérison du roi n'apparait, en fait, qu'à partir de Théophile Lavallée († 1867, Histoire de la Maison royale de Saint-Cyr). La lecture du texte en façon critique ne favorise pas cette attribution. D'où, à cette moniale, la bibliothèque nationale de France ne donne aucune notice.
Une autre indice ne favorise point l'hypothèse, non plus. Il s'agit du livre de chants, qui était en usage auprès de la maison royale de Saint-Cyr. Le tome I contient plusieurs Domine, salvum fac regem à deux voix de femmes, composés par Guillaume-Gabriel Nivers et Louis-Nicolas Clérambault,. Ceux de Nivers avaient été écrits, bien entendu, avant son décès en 1714, en faveur de jeunes orphelines.

## Postérité
Urbain-Victor Chatelain écrit en 1911 une comédie en un acte sur elle : La disgrâce de Mme de Brinon.